# Bắc Kalimantan
Bắc Kalimantan (tiếng Indonesia: Kalimantan Utara) là một tỉnh của Indonesia. Tỉnh nằm trên phần thuộc Indonesia của đảo Borneo. Tỉnh có dân số khoảng 525.000 theo điều tra năm 2010.
Bắc Kalimantan có biên giới quốc tế với Malaysia, cụ thể là với bang Sabah về phía bắc và bang Sarawak về phía tây, tỉnh có ranh giới nội địa với tỉnh Đông Kalimantan ở phía nam.
Tỉnh Bắc Kalimantan được thành lập vào ngày 25 tháng 10 năm 2012, với diện tích 71.177 km², trên cơ sở chia tách từ tỉnh Đông Kalimantan.
Bắc Kalimantan được chia thành 4 huyện và 1 thành phố.
| Tên                    | Diện tích (km²) | Dân số 2010 Census | Dân số ước tính 2013 | Thủ phủ       |
| ---------------------- | --------------- | ------------------ | -------------------- | ------------- |
| Bulungan               |                 | 113.045            | 153.322              | Tanjung Selor |
| Malinau                | 39.799,90       | 62.423             | 82.460               | Malinau       |
| Nunukan                |                 | 140.842            | 181.567              | Nunukan       |
| Tana Tidung            |                 | 15.147             | 30.841               | Tideng Pale   |
| Thành phố Tarakan City |                 | 193.069            | 289.973              |               |
| Tổng                   | 71.176,72       | 524.526            | 738.163              | Tanjung Selor |